# Њу Ленокс (Илиноис)
Њу Ленокс (енгл. New Lenox) град је у америчкој савезној држави Илиноис.

## Демографија
По попису из 2010. године број становника је 24.394, што је 6.623 (37,3%) становника више него 2000. године.
| Група             | 2000.          | 2010.          |
| Белци             | 16.991 (95,6%) | 22.432 (92,0%) |
| Афроамериканци    | 54 (0,3%)      | 165 (0,7%)     |
| Азијати           | 65 (0,4%)      | 186 (0,8%)     |
| Хиспаноамериканци | 563 (3,2%)     | 1.396 (5,7%)   |
| Укупно            | 17.771         | 24.394         |